# Christophe Richer
Pour les articles homonymes, voir Richer.
Christophe [Christophle, Chrestofle] Richer [Richier] (ca. 1513 – 26 mars 1553) est un diplomate, historien et poète français actif au milieu du XVIe siècle.

## Biographie
Il est né vers 1513 à Thorigny-sur-Oreuse dans le diocèse de Sens. Fils de Jehan Richer, sergent royal et premier notaire royal établi à Thorigny, et de Jehanne Giloppé. Son frère Jehan procureur du Roi en l'élection de Paris où il épouse la veuve du Grand Bedel de l'Université, devient président du présidial de Sens et lieutenant-général du bailliage. Un autre frère, André, moine de Vauluisant, devient évêque de Chalcédoine. Après des études à l’université de Paris, il s’attache comme secrétaire au chancelier Guillaume Poyet, qui lui procure une charge de valet de chambre de François Ier. Il assiste en juillet 1538 à l’entrevue d’Aigues-Mortes entre son roi et Charles Quint, où il rencontre François Rabelais et l’humaniste languedocien Antoine Arlier (c’est ce dernier qui rapporte l’affaire dans sa correspondance). La proximité du roi lui vaut alors de se voir confier des missions diplomatiques et il est également Maître des requêtes de la reine.
Il est nommé ambassadeur en Suède à l’été 1541 et est le premier, selon Varillas, à négocier dans les formes avec les puissances du Nord. En 1544 et en 1546 il est accrédité par Henri II auprès de la cour de Danemark, puis entre juillet 1548 et septembre 1549 auprès des Ligues suisses pour négocier un traité d’alliance, avec résidence à Bâle.
Il est ensuite envoyé à Constantinople près la Sublime Porte, poste durant lequel sa vie aurait été mise en péril par des émissaires de Charles Quint.
Après le décès de François Ier, il devient maître des requêtes ordinaire de Catherine de Médicis. 
Il est mort le 26 mars 1553 à l’âge de 39 ans et est inhumé à l’église Saint-Sulpice. Il avait épousé Marie de Scudoroze, demoiselle d’honneur de la reine de Danemark, qui lui survécut jusqu’en 1558 au moins. Il était seigneur de Château-Feuillet, à Villiers-Bonneux. Leur fille Marie épousa le peintre Jean Cousin l'Ancien(1500 - 1560).

## Œuvres
- Richer avait été quelque temps lié à Clément Marot et prit son parti lors de sa querelle contre François de Sagon. Il fut également lié à Étienne Dolet et à Jean Voulté [Vulteius], et plus généralement aux membres du Sodalitium lugdunense, cette mouvance littéraire et humaniste qui se développe autour des lettrés, des imprimeurs et des érudits lyonnais dans les années 1530 et 1540. C’est dans ce contexte que paraissent quelques vers latins de sa main dans une satire de Marot intitulée Le valet de Marot contre Sagon (Paris : 1537) ou Les Disciples et amys de Marot contre Sagon (Paris, c. 1537).

- Il a surtout publié De Rebus Turcarum libri quinque (Paris : Robert Estienne, 1540), ouvrage dédié à François Ier, dans lequel il récapitule ce que l’on sait alors sur la religion, les mœurs et le gouvernement des Turcs. L’ouvrage a été réimprimé plusieurs fois au XVIIe siècle, et intégralement traduit en français par Jean Millet (XVIe siècle) sous le titre Les conquêtes, origine et empire des Turcs, depuis le commencement jusqu’à l’an 1540 ; plus y sont ajoutées par le translateur, toutes les guerres d’iceux Turcs, depuis 1540 à 1551 (Paris : Nicolas Chrestien, 1553, 8°).

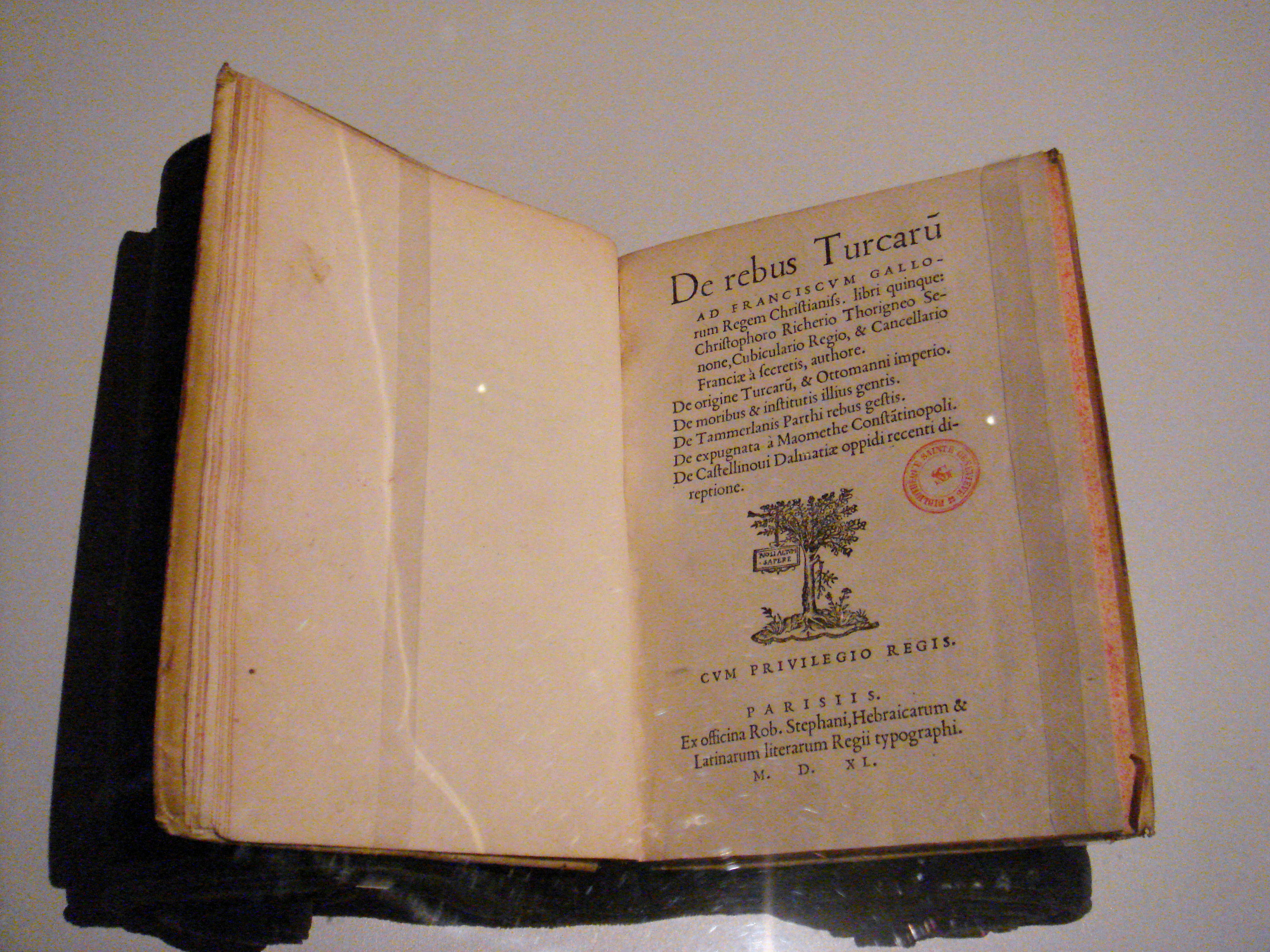
De rebus Turcarum de Christophe Richer (Paris : 1540).

- Une traduction française du second livre par Richer lui-même paraît la même année : Des Coustumes et manieres de vivre des Turcs, faict premierement en Latin par Christophe Richer [...] & depuis par iceluy Richer traduict en langue Francoise & dedié audict Roy treschrestien. (Paris : Robert Estienne, 1540, réédité en 1542). Réédition à Lyon en 1558 chez Benoît Rigaud et Jean Saugrain.

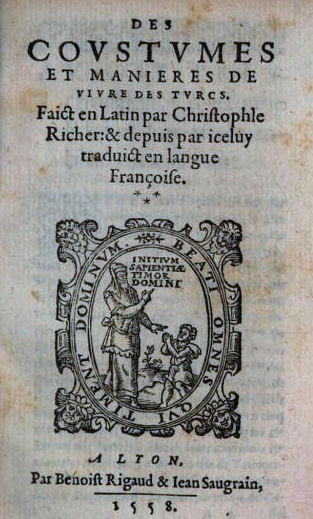
Des Coustumes et manieres de vivre des Turcs de Christophe Richer (Lyon : 1558).

- En 1619 et 1625 parurent à Troyes chez Nicolas Camusat plusieurs pièces qu’il avait laissées manuscrites après sa mort :

- - Mémoires du sieur Richer, ambassadeur pour les roys... François Ier et Henry II en Suède et en Dannermarch ;
  - Mémoires touchant les différends entre les maisons de Montmorency et de Chastillon ;
  - Sur ses ambassades en Suède et en Danemarck ;
  - Sur l’alliance avec MM. des Ligues suisses ;
  - Lettres au roi Henri II’’ écrites de Bâle.

- Enfin, c’est à Richer qu’on attribue quelques psaumes traduits après ceux de Marot et qui vinrent s’agréger aux traductions d’autres auteurs (Gilles d'Aurigny, Robert Brincel, Claude-Barthélémy Bernard) pour compléter le corpus appelé Psautier de Paris. Cette attribution est proposée par Eugénie Droz[2] et se base sur la proximité entre Marot et Richer. De ces psaumes aucune édition séparée n’a jamais paru ; ce sont les pièces suivantes :

- - Ps. 54 Mon Dieu par ton nom grand
  - Ps. 89 Tesmoing seray des graces du Seigneur
  - Ps. 117 Gens de tous lieux louez le grand Seigneur
  - Ps. 129 Souvent m’ont fait assaut cruel (parfois attribué à « D. »),
  - Ps. 131 O Seigneur Dieu mon cœur n’est élevé
  - Ps. 134 Tous serviteurs du seigneur
  - Ps. 142 De ma voix treshaulte, Cognoissant ma faute
  - Ps. 147 A l’Eternel je rends gloire & honneur (parfois attribué à « D. »)
  - Cantique de Zacharie Loué soit le Seigneur d’Israël visité
  - Cantique de Moïse Entendez cieux, oyez ce que je dis